# فرودگاه شهری ورنونیا
فرودگاه شهری ورنونیا (به انگلیسی: Vernonia Municipal Airport)  یک فرودگاه همگانی   است که یک باند فرود چمن دارد و طول باند آن ۸۹۶ متر است. این فرودگاه در  کشور ایالات متحده آمریکا قرار دارد و در ارتفاع ۱۹۷ متری از سطح دریا واقع شده است.